# La Humosa
La Humosa es un núcleo de población del municipio de Albacete (España) situado al sur de la capital.
Está situado junto a la CM-3203. Según el Instituto Nacional de Estadística, tiene una población de 19 habitantes (2016).